# Tołkiny (stacja kolejowa)
Tołkiny – stacja kolejowa w miejscowości Tołkiny, w województwie warmińsko-mazurskim, w Polsce.

## Ruch pasażerski
| Rok  | Wymiana pasażerska na dobę |
| ---- | -------------------------- |
| 2017 | 0-9                        |
| 2022 | 0-9                        |

Stacja została kilka lat temu przebudowana; prace miały na celu maksymalne uproszczenie układu torowego oraz likwidację obsady nastawni wykonawczej. Wymieniona została sygnalizacja z kształtowej na świetlną oraz zabudowano napęd elektryczny na rozjeździe od strony Kętrzyna. Sterowanie całą stacją umieszczono w nastawni dysponującej, która mieści się w budynku dworca. Posiada ona urządzenia mechaniczne scentralizowane z sygnalizacją świetlną; obsługuje również przejazd kolejowo-drogowy od strony Korsz. Z dawnego układu torowego stacji pozostały dwa tory główne oraz jeden tor boczny, przebiegający przy placu ładunkowym; został on pozbawiony wyjazdu w kierunku Kętrzyna. Tor dodatkowy nr 2 został natomiast zlikwidowany. Obsługa podróżnych odbywa się z dwóch niskich, jednokrawędziowych peronów.

## Zobacz też

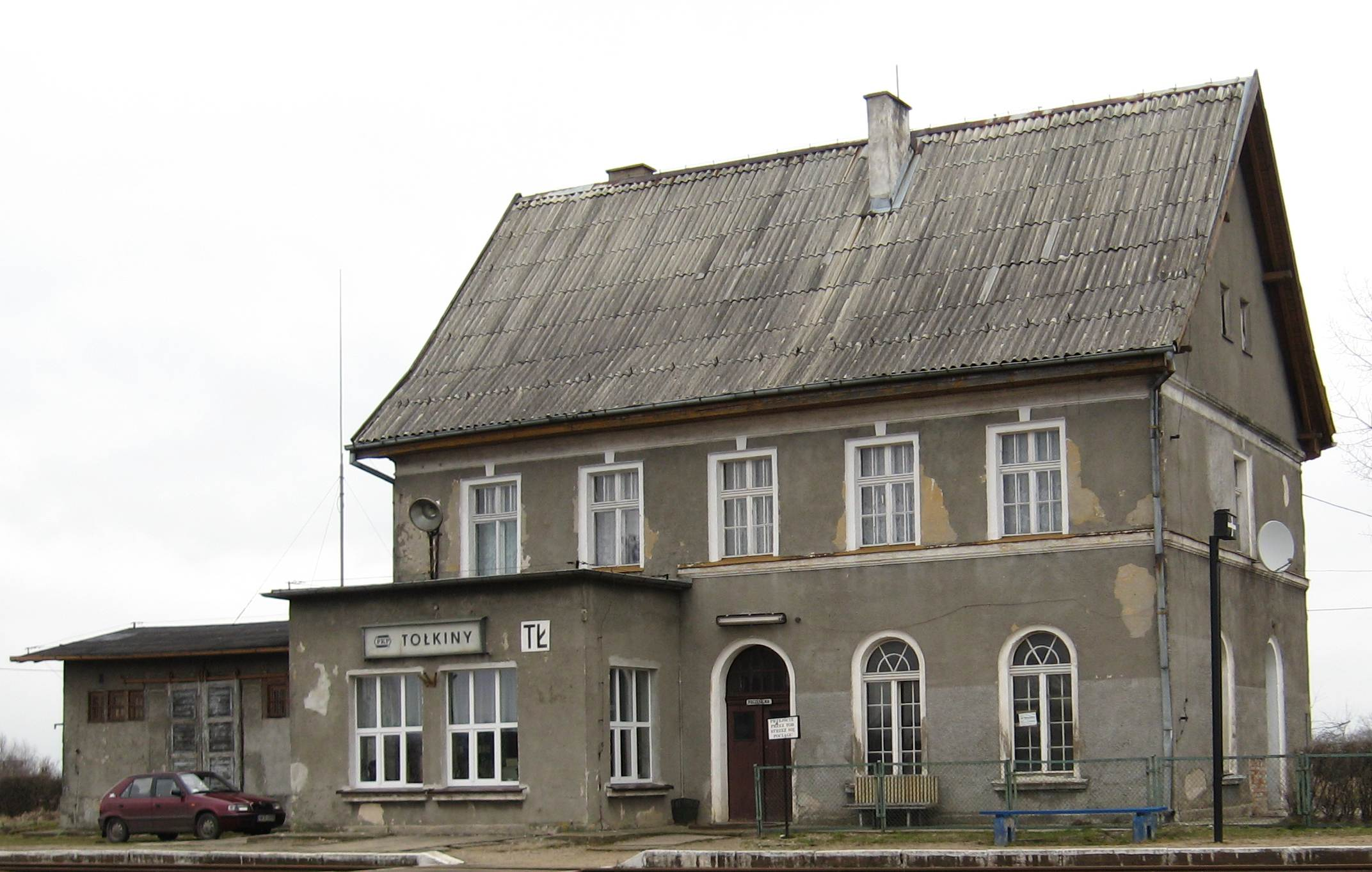
Dworzec kolejowy Tołkiny